# Justin Amash
Justin Amash, né le 18 avril 1980 à Grand Rapids, est un homme politique américain, représentant républicain puis libertarien du Michigan à la Chambre des représentants des États-Unis de 2011 à 2021.

## Biographie

### Origines et débuts en politique
Justin Amash est né en 1980 à Grand Rapids dans le Michigan. La famille de son père, Attallah Amash, a quitté la Palestine pour le Michigan en 1956. Sa mère, Mimi, est originaire de Syrie. Justin a grandi avec ses frères John et Jeff à Kentwood.
Après avoir obtenu son juris doctor en 2005 à l'université du Michigan, il travaille d'abord dans un cabinet d'avocat puis dans l'entreprise familiale.
Il se présente à la Chambre des représentants du Michigan en 2008. Il remporte la primaire républicaine avec 41 % des voix, en battant notamment la femme du député sortant qui ne pouvait pas se représenter. Il est élu et siège de 2008 à 2010. Au cours de son unique mandat à la Chambre basse du Michigan, il gagne le surnom de « Mr. No ». À 60 reprises, il est le seul représentant à voter contre un texte. Il conservera ce surnom au Congrès, où il est appelé « Dr No ».

### Représentant des États-Unis

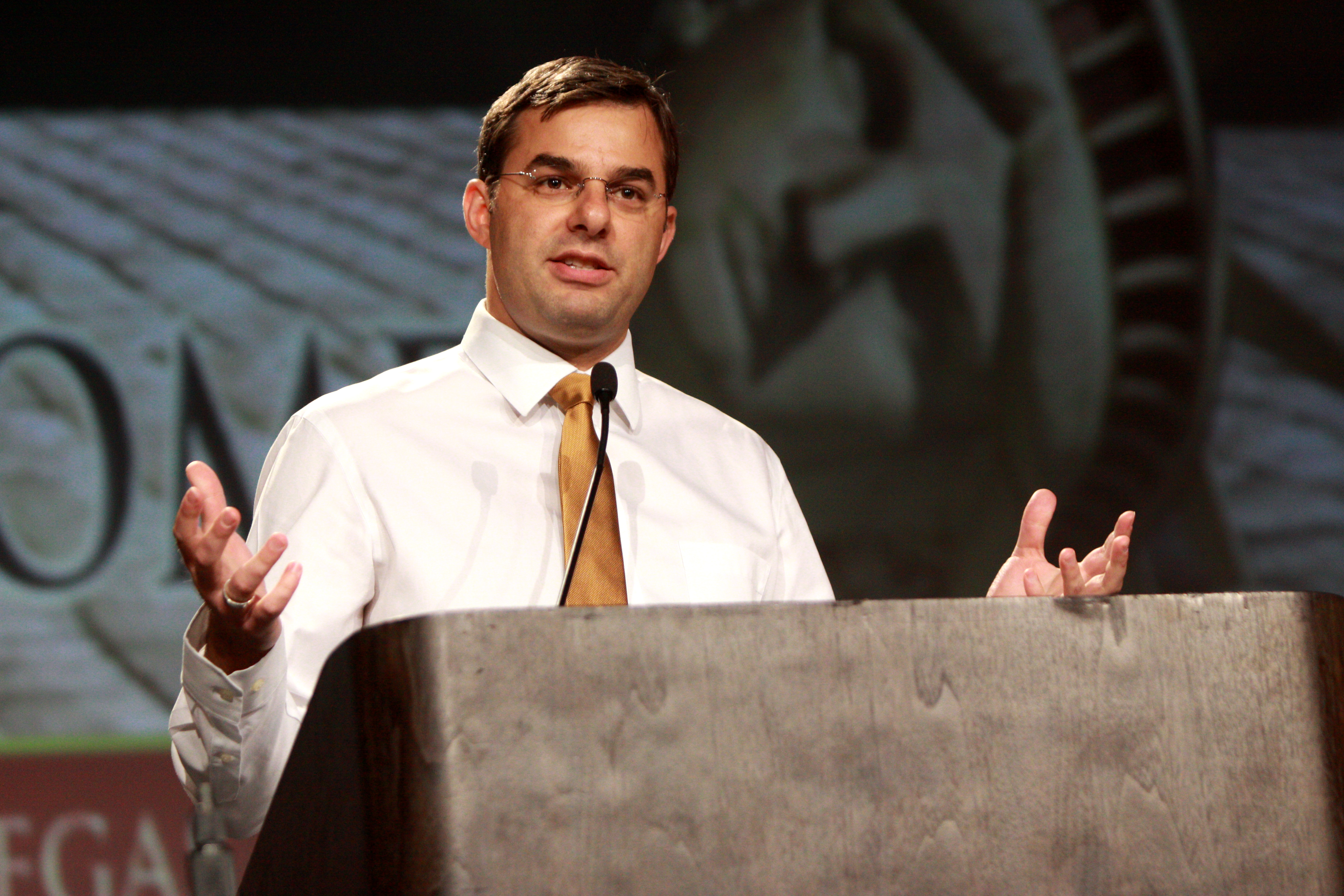
Amash, en 2013, lors de la FreedomFest à Las Vegas.

En 2010, il est candidat à la Chambre des représentants des États-Unis dans le 3e district du Michigan, dans la région de Grand Rapids. Il arrive en tête de l'élection primaire républicaine avec près de 40 % des voix. En novembre, porté par la vague du Tea Party, il est élu avec 59,7 % des voix. Il a alors 30 ans.
Amash participe à la création du Freedom Caucus,. Il est connu pour ses votes « présent » à la Chambre des représentants (au lieu des traditionnels « oui » ou « non ») lorsqu'il estime qu'il n'a pas le temps de lire le texte, qu'il est en faveur du texte mais qu'il y voit une inconstitutionnalité ou en cas de conflit d'intérêts. Sur chaque texte, il explique les raisons de son vote sur Facebook,,.
En 2012, il est réélu avec 52,6 % des voix contre 44,2 % pour le démocrate Steve Pestka. En raison de son opposition au président de la Chambre John Boehner et à certaines dispositions budgétaires républicaines, il perd sa place au sein de la commission du budget,.
Lors de la primaire républicaine de 2014, il est attaqué par l'establishment du parti, la chambre de commerce américaine et des organisations anti-avortement qui soutiennent son adversaire Brian Ellis,,. Celui-ci décrit Amash comme un allié des terroristes en raison de son opposition à la surveillance de masse. Amash reste soutenu par plusieurs groupes conservateurs tels le Club for Growth et Americans for Prosperity. S'il est battu en termes de fonds levés pour sa campagne, il reçoit davantage d'argent de « petits donateurs » et reste le favori de la course dans les sondages. En août 2014, il bat Ellis en rassemblant 57,4 % des suffrages. Il remporte l'élection générale avec 57,9 % des voix.

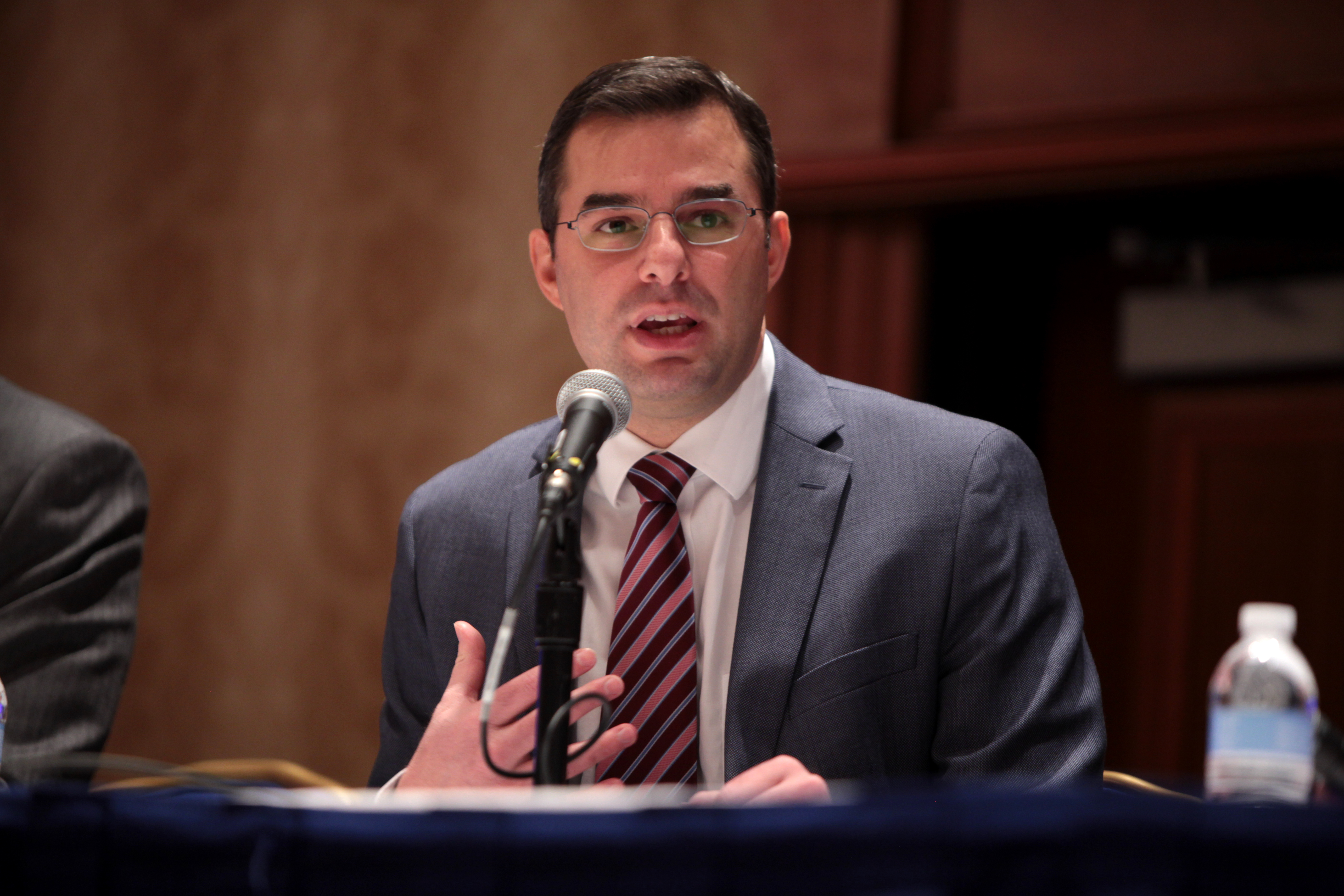
Justin Amash à la conférence internationale de Students for Liberty à Washington en 2015.

Il est réélu pour un quatrième mandat en novembre 2016, rassemblant environ 59 % des suffrages face au démocrate Douglas Smith. En raison de ses désaccords avec le président, l'entourage de Trump encourage des candidats à se présenter contre Amash, sans succès. Il remporte un cinquième mandat lors des élections de 2018, avec 55 % des voix face à la démocrate Cathy Albro.

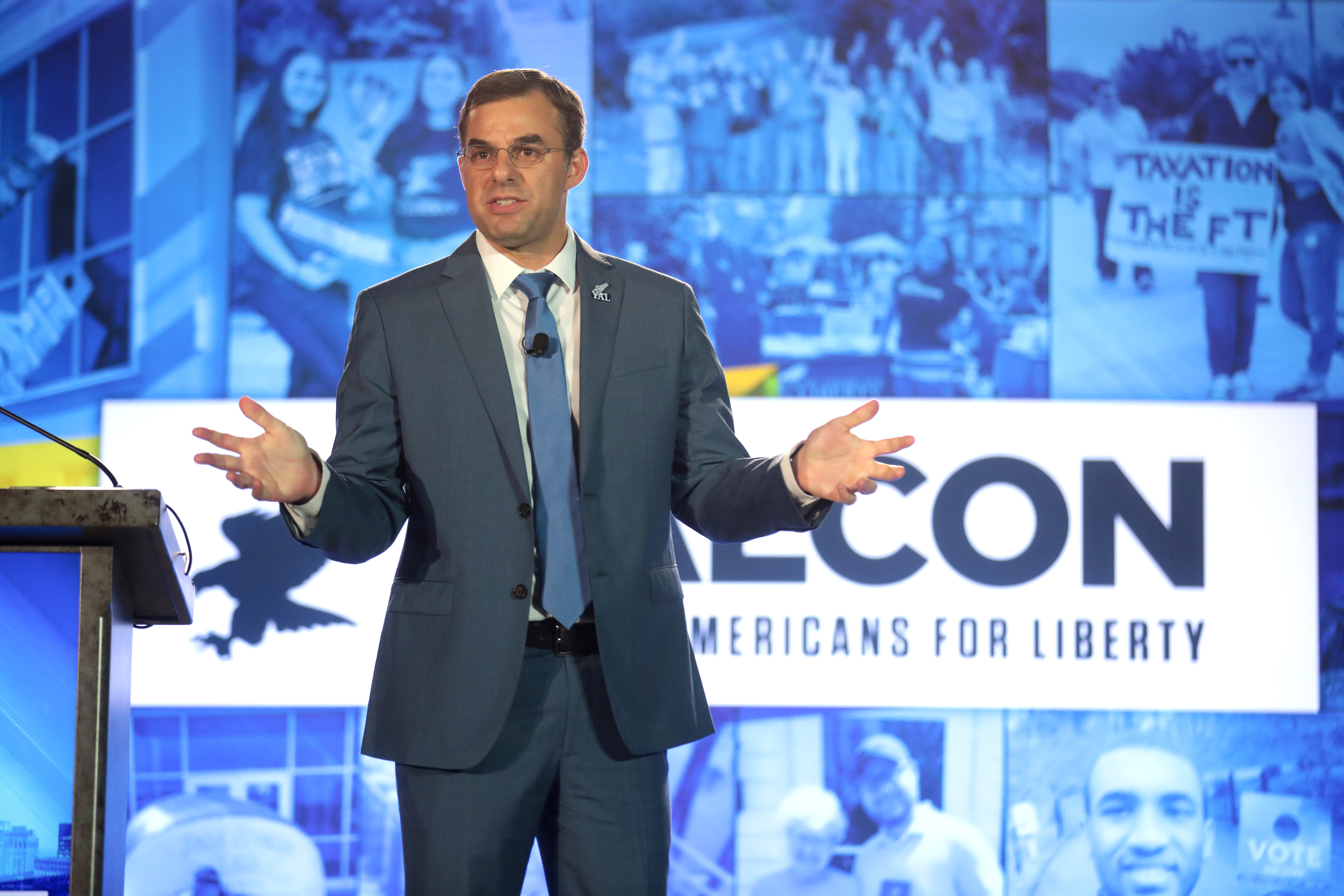
Amash lors de la convention des Jeunes américains pour la liberté (YAL) de 2019.

En mai 2019, il est le premier élu républicain du Congrès à demander la destitution de Donald Trump. Il estime que le rapport Mueller donne de nombreux exemples où le comportement de Trump s'apparente à de l'obstruction à la justice. Se plaignant que peu d'élus ont réellement lu le rapport, il ajoute que si Trump n'était pas président, il serait mis en examen. Plusieurs candidats annoncent alors vouloir le défier lors des prochaines primaires républicaines. Isolé, Amash quitte d'abord le Freedom Caucus en juin puis le Parti républicain. Il révèle sa décision dans une tribune du Washington Post datée du 4 juillet 2019, jour de fête nationale. Il y critique ses collègues qui, selon lui, préfèrent défendre le parti et le président plutôt que l'intérêt national et critique « le système bipartite [...] devenu une menace existentielle pour les principes et les institutions des États-Unis ». En réaction, Trump tweete : « Bonne nouvelle pour le Parti républicain puisque l'homme le plus idiot et le plus déloyal du Congrès « quitte » le parti ».
Le 28 avril 2020, il annonce la formation d'un exploratory committee en vue d'obtenir la nomination du Parti libertarien pour l’élection présidentielle américaine de 2020. Trois semaines plus tard, il renonce finalement à se présenter. En juillet, il confirme qu'il n'est pas non plus candidat à sa réélection à la Chambre des représentants.

## Positions politiques
Amash est longtemps un républicain à tendance libertarienne,,. Il se dit en faveur d'« un gouvernement limité, [de] la liberté économique et individuelle ». Il quitte le Parti républicain en 2019 et rejoint le Parti libertarien au printemps 2020, devenant le premier élu de ce parti au Congrès des États-Unis.
Il se décrit lui-même comme un conservateur suivant à la lettre la Constitution des États-Unis. À plusieurs reprises, il a voté contre des textes visant une association ou une entreprise particulière au nom du respect de la constitution : il s'est opposé au retrait des subventions du Planned Parenthood alors qu'il est contre le financement public de l'avortement, il a voté contre l'oléoduc Keystone alors qu'il soutient le projet. Il est opposé à la surveillance de masse de la NSA et vote contre le FISA Amendments Act of 2008 et la prolongation du USA PATRIOT Act.
Lors de l'élection présidentielle américaine de 2016, il refuse de soutenir le candidat républicain Donald Trump. Fils de réfugiés arabes, il s'oppose au décret présidentiel 13769 promulgué par celui-ci interdisant l'entrée sur le territoire américain aux ressortissants de certains pays arabes.
Il se montre critique vis-à-vis du recours au pouvoir exécutif pour contrecarrer le Congrès sous Barack Obama puis sous Trump. En 2019, il vote contre l'utilisation des pouvoirs d'urgence pour construire le mur à la frontière mexicaine. Il reproche alors à ses collègues, notamment ceux du Freedom Caucus, de voter sous Trump ce contre quoi ils se battaient sous Obama.